# Leiophron nitida
Leiophron nitida är en stekelart som beskrevs av Curtis 1833. Leiophron nitida ingår i släktet Leiophron och familjen bracksteklar. Inga underarter finns listade i Catalogue of Life.